# Fort Good Hope Airport
Fort Good Hope Airport är en flygplats i Kanada.   Den ligger i territoriet Northwest Territories, i den centrala delen av landet, 3 900 km nordväst om huvudstaden Ottawa. Fort Good Hope Airport ligger 81 meter över havet.
Terrängen runt Fort Good Hope Airport är platt, och sluttar norrut. Trakten runt Fort Good Hope Airport är nära nog obefolkad, med mindre än två invånare per kvadratkilometer.. Närmaste större samhälle är Fort Good Hope, 1,9 km norr om Fort Good Hope Airport.
Omgivningarna runt Fort Good Hope Airport är i huvudsak ett öppet busklandskap.